# Lepturgantes pacificus
Lepturgantes pacificus är en skalbaggsart som beskrevs av Gilmour 1960. Lepturgantes pacificus ingår i släktet Lepturgantes och familjen långhorningar.
Artens utbredningsområde är:
- Costa Rica.
- Guatemala.
- Nicaragua.
- Panama.

Inga underarter finns listade i Catalogue of Life.